# Achille (Filleul)
Pour les articles homonymes, voir Achille (homonymie).
Achille est une tragédie en cinq actes de Nicolas Filleul, représentée à Paris, au Collège d'Harcourt, le 21 décembre 1563.

## Résumé
- Acte 1 : Achille promet un sacrifice à Patrocle. L'ombre de son ami mort lui annonce la chute de Troie et la punition d'Hector.
- Acte 2 : Andromaque prie les dieux de venir au secours de sa ville. Cassandre annonce à son tour la chute de Troie et la mort d'Hector.
- Acte 3 : Andromaque assiste à la mort de son époux.
- Acte 4 : Priam accepte de donner sa fille Polyxène à Achille. Hécube veut venger la mort de son fils Hector.
- Acte 5 : Pâris tue Achille.

## Édition moderne
- J.O. Moses (éd.), La tragédie à l'époque d'Henri II et de Charles IX, première série, vol. 2 (1561-1566), Florence-Paris, Olschki-P.U.F., 1989, p. 53-123.